# 王育霖

日本の法服を着た王育霖。

王 育霖（おう いくりん、台湾語: Ông Io̍k-lîm、1919年 - 1947年）は、台湾の検察官。日本本土初の台湾人検事。二・二八事件で中華民国政権により処刑される。台南市出身。
言語学者、台湾独立活動家の王育徳は弟。

## 経歴
旧制台北高等学校尋常科、同高等科を経て、東京帝国大学法科（東大法学部）卒業。東大在学中に高等試験司法科合格。東大の恩師の田中耕太郎（後に最高裁判所長官）や小野清一郎の推薦もあり、日本初の台湾人検事として京都地方裁判所に勤務した。
第二次世界大戦後、台湾に戻り、新竹市で検事として勤務した。台北市立建国高級中学（旧台北一中）の教師も務めた。
李筱峰によれば、二二八事件の掃討期間に、王育霖は私服憲兵や警察に逮捕され、保安司令部第二処（もと西本願寺）に監禁・拷問された後、三月末に処刑され、遺体は現在も見つかっていない。
呉濁流によれば、王育霖の遺体は淡水河に遺棄され。
しかし、保安司令部は1949年に設立されたものであり、その前身である警備総司令部の第二処は西本願寺ではなく東本願寺に位置していた」。